# Chrístos Chomenídis
 (mai 2025).
Si vous disposez d'ouvrages ou d'articles de référence ou si vous connaissez des sites web de qualité traitant du thème abordé ici, merci de compléter l'article en donnant les références utiles à sa vérifiabilité et en les liant à la section « Notes et références ».
 (mai 2025).
La mise en forme du texte ne suit pas les recommandations de Wikipédia : il faut le « wikifier ».
Les points d'amélioration suivants sont les cas les plus fréquents. Le détail des points à revoir est peut-être précisé sur la page de discussion.
- Les titres sont pré-formatés par le logiciel. Ils ne sont ni en capitales, ni en gras.
- Le texte ne doit pas être écrit en capitales (les noms de famille non plus), ni en gras, ni en italique, ni en « petit »…
- Le gras n'est utilisé que pour surligner le titre de l'article dans l'introduction, une seule fois.
- L'italique est rarement utilisé : mots en langue étrangère, titres d'œuvres, noms de bateaux, etc.
- Les citations ne sont pas en italique mais en corps de texte normal. Elles sont entourées par des guillemets français : « et ».
- Les listes à puces sont à éviter, des paragraphes rédigés étant largement préférés. Les tableaux sont à réserver à la présentation de données structurées (résultats, etc.).
- Les appels de note de bas de page (petits chiffres en exposant, introduits par l'outil «  Source ») sont à placer entre la fin de phrase et le point final[comme ça].
- Les liens internes (vers d'autres articles de Wikipédia) sont à choisir avec parcimonie. Créez des liens vers des articles approfondissant le sujet. Les termes génériques sans rapport avec le sujet sont à éviter, ainsi que les répétitions de liens vers un même terme.
- Les liens externes sont à placer uniquement dans une section « Liens externes », à la fin de l'article. Ces liens sont à choisir avec parcimonie suivant les règles définies. Si un lien sert de source à l'article, son insertion dans le texte est à faire par les notes de bas de page.
- La présentation des références doit suivre les conventions bibliographiques. Il est recommandé d'utiliser les modèles {{Ouvrage}}, {{Chapitre}}, {{Article}}, {{Lien web}} et/ou {{Bibliographie}}. Le mode d'édition visuel peut mettre en forme automatiquement les références.
- Insérer une infobox (cadre d'informations à droite) n'est pas obligatoire pour parachever la mise en page.

Pour une aide détaillée, merci de consulter Aide:Wikification.
Si vous pensez que ces points ont été résolus, vous pouvez retirer ce bandeau et améliorer la mise en forme d'un autre article.

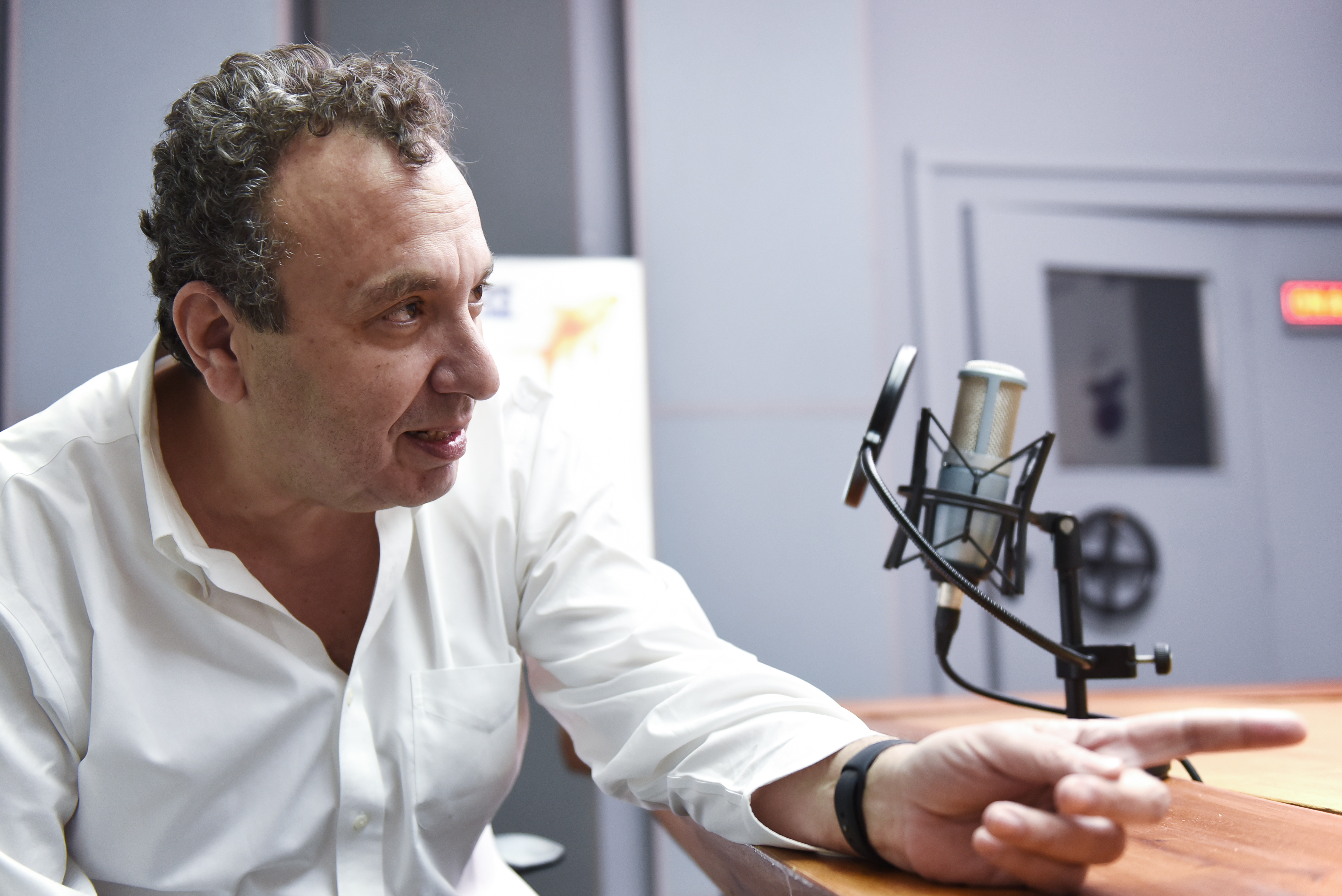

Chrístos Chomenídis (grec moderne : Χρήστος Χωμενίδης), né à Athènes, est un écrivain grec. Il a terminé ses études au Collège d’Athènes grâce à une bourse. Il est le petit-fils de Chrístos Chomenídis, cofondateur de l’EAM (Front de libération nationale), et de Vassilis Nefeloudis, secrétaire du Comité central du KKE (Parti communiste grec) avant la guerre. Du côté paternel, le frère de sa grand-mère était le philosophe et homme politique Dimitris Glinos.

## Biographie
Il a obtenu son diplôme de la Faculté de droit de l’Université d’Athènes en 1990. Il a poursuivi ses études de droit en Russie et de communication en Angleterre. En 1993, il a publié son premier roman, L’Enfant sage (Το σοφό παιδί), accueilli avec enthousiasme mais parfois aussi avec dégoût par les lecteurs et les critiques. Depuis, il a publié treize autres romans, trois recueils de nouvelles et deux recueils de textes. Ses œuvres ont été traduites dans dix langues.
Dans ses écrits, Chomenídis a abordé des thèmes variés, de l’industrie de la chanson populaire dans La Voix jusqu’à la Grèce préhomérique dans Paroles-Plumes (Λόγια-Φτερά). Son roman Niki, chronique d’une famille, a reçu le Prix d’État de littérature, le prix du magazine Anagnostis et le Prix des lecteurs Public. En décembre 2021, Niki a également reçu le Prix du livre européen. Son roman Le Phénix (Ο Φοίνικας) a aussi remporté le Prix des lecteurs Public.
Des critiques élogieuses ont été publiées sur Niki et Le Phénix dans les journaux français et néerlandais. Le 12 juillet 2023, Le Monde a consacré toute la première page de son supplément livres à Le Phénix.

## Engagement public
Chrístos Chomenídis a été membre fondateur de la Gauche démocratique (DIMAR) en 2010. Il a été élu au comité central et au bureau exécutif. Il a quitté le parti le 12 juin 2013. Il se déclare social-démocrate libéral, sans appartenir à aucun parti depuis lors.
Depuis trente ans, il écrit régulièrement pour la presse. Depuis 2015, il collabore chaque semaine avec le journal Ta Néa et le site Capital.gr. De 2002 à 2010, il a animé une émission quotidienne à la radio. Depuis le printemps 2020, il produit son propre podcast sur pod.gr.
Lors du référendum grec de 2015, il a soutenu publiquement le “Oui”. En octobre 2023, après l’attaque sanglante du Hamas mais avant la riposte israélienne, il a publié un article dans Ta Nea en solidarité avec les victimes innocentes et la société civile démocratique israélienne. Depuis, il appelle régulièrement, en s’adressant au public juif, à mettre fin à la guerre et à respecter les civils palestiniens. « Je prends la liberté de vous supplier… Dépassez la logique du “œil pour œil”. Ouvrez la voie de la paix. Mettez-vous à la place des civils d’en face. Ce serait votre triomphe moral suprême. »

## Vie personnelle
Il vit à Kypséli (quartier d’Athènes) et n’est pas marié. Il parle anglais et russe.

## Œuvre

### Romans
- L’Enfant sage (Το σοφό παιδί, Estia, 1993)
- À la hauteur des circonstances (Το ύψος των περιστάσεων, Estia, 1995)
- La Voix (Η φωνή, Estia, 1998)
- Plus-que-parfait (Υπερσυντέλικος, Estia, 2003)
- La maison et la cellule (Το σπίτι και το κελλί, Patakis, 2005)
- Paroles-Plumes (Λόγια-Φτερά, Patakis, 2009)
- Un monde à sa mesure (Ο Κόσμος στα Μέτρα του, Patakis, 2012)
- Niki (Patakis, 2014)
- Jeune cerf blanc (Νεαρό άσπρο ελάφι, Patakis, 2016)
- Le Phénix (Ο φοίνικας, Patakis, 2018)
- Son roi (Ο Βασιλιάς της, Patakis, 2020)
- Jimmy à Kypseli (Ο Τζίμης στην Κυψέλη, Patakis, 2021)
- Le Procès Suaref (Η δίκη Σουάρεφ, Patakis, 2023)
- Pandora (Πανδώρα, Patakis, 2024)

### Nouvelles
- Je ne te ferai pas ce plaisir (Δεν θα σου κάνω το χατίρι, Estia, 1997)
- Seconde vie (Δεύτερη ζωή, Estia, 2000)
- À la seconde venue, qu’ils nous mettent absents (Στη Δευτέρα Παρουσία ας μας βάλουν απουσία, Patakis, 2010)

### Recueils de textes
- Plus il me battait, plus je chantais fort (Όσο πιο δυνατά με έδερνε, τόσο πιο δυνατά του τραγουδούσα, Patakis, 2017)
- Le canard sait où est le lac (Ξέρει η Πάπια πού είναι η Λίμνη, Patakis, 2024)

### Traductions
- La jeune sage (français, 1997)
- La hauteur des circonstances (français, 1998)
- La Voix volée (français, 2001)
- Il Bambino Saggio (italien, 2000)
- Sirket (turc, 2008)
- Petinos Dixos Eleos (hébreu, 2009)
- To Sofo Pedi (hébreu, 2012)
- Niki (français, 2021 ; anglais, 2023 ; néerlandais, 2024)
- Le Phénix (français, 2023)